# Poropodalius basisetae
Poropodalius basisetae är en spindeldjursart som beskrevs av Wolfgang Karg 2000. Poropodalius basisetae ingår i släktet Poropodalius och familjen Rhodacaridae. Inga underarter finns listade i Catalogue of Life.